# Peder Oluf Pedersen
Peder Oluf Pedersen (* 19. Juni 1874 in Sig; † 30. August 1941 Kopenhagen) war ein dänischer Ingenieur und Physiker. Er ist bekannt für seine Arbeiten zur Elektrotechnologie und für seine Zusammenarbeit mit Valdemar Poulsen bei der Entwicklung des Telegraphons (ein Drahttongerät), und des Poulsen-Senders.

## Leben
Schon als Jugendlicher machte P. O. Pedersen  sich in seiner westjütländischen Heimat Varde Kommune (Ortsteil Sig) durch seine großen mathematischen Fähigkeiten einen Namen. So schickte er als 15-Jähriger einen Brief mit einem Projekt für ein Bewässerungssystem an König Christian IX., wurde daraufhin vom König gefördert und konnte im Herbst 1890 ein Studium in Kopenhagen beginnen.
Nach seinem Abschluss als Statiker arbeitete er zunächst als Assistent von Professor A. Lütken bei der Anlage der Ods Herreds Railway und dann als Assistent des Wasserbauingenieurs N.J. Muus mit Projekten für die Fischereihäfen bei Sjællands Odde und Nekselø.
1899 begann Pedersen eine Zusammenarbeit mit Valdemar Poulsen an seinem Telegraphon, was ein erster wichtiger Schritt in Richtung elektromagnetischer Speicherung war, die später zu Kassettenbändern und dergleichen führte. Die Mitarbeit an einer weiteren Erfindung Poulsens, dem Lichtbogensender oder Poulsen-Sender aus dem Jahr 1902 erlangte sofort weitaus größere praktische Bedeutung, da sie zur ersten drahtlosen Sprachübertragung führte. P. O. Pedersen war der Theoretiker, während Valdemar Poulsen die praktische Person in der Zusammenarbeit war. Der Lichtbogensender wurde in Dänemark zwar nie weit verbreitet, erlangte aber in den Vereinigten Staaten kommerziellen Erfolg, bis 1920 Radioröhren dieser Technologie überlegen wurden.
Ab 1917 war P. O. Pedersen Mitglied der Königlich Dänischen Akademie der Wissenschaften.
Pedersen wurde 1922 zum Rektor der Polytekniske Læreanstalt ernannt.
Pedersen veröffentlichte viele wissenschaftliche Publikationen, insbesondere über die Funktionsweise des Lichtbogengenerators, die Theorie der Telefonleitungen und über Lichtenberg-Figuren. Sein Buch Die Ausbreitung von Radiowellen entlang der Erdoberfläche und in der Atmosphäre (1929) wurde zu einem Standardwerk.
Er wurde 1930 mit der IEEE Medal of Honor ausgezeichnet.
Sein Grab befindet sich auf dem Vestre Kirkegård in Kopenhagen.

## Auszeichnungen
- Goldmedaille der Königlich Dänischen Akademie der Wissenschaften, 1907
- mehrfach für den Nobelpreis für Physik nominiert[5], 1916 bis 1923
- H. C. Ørsted Medaille, 1928
- IEEE Medal of Honor, 1930